# حسن دردور
حسن دردور. (بالفرنسية: Hassen Derdour)‏ كاتب ومؤرخ ولد بعنابة سنة 1911م، مثقف عصامي، كرس حياته لخدمة الذاكرة الثقافية والتاريخية والتراثية لمدينة عنابة، كان عالما مقاوما بامتياز، حيث قاوم الاستعمار الفرنسي الذي حاول طمس تراث مدينته بتبنيه لمشروع ثقافي وفني جاد يعيد لبونة مجدها وحضارتها.
ولد بحي سيدي بومروان يوم 11 فيفري 1911 وتوفى في 18 فيفري 1997 عن عمر ناهز الـ86 سنة.
حياة دردور لم تكن منحصرة في الكتابة والتأليف، بل كان أيضا لاعبا في إحدى النوادي، كما انظم لفوج الكشافة، وأصبح عضوا بارزا في لجان تحكيم مهرجانات الموسيقى الأندلسية، فضلا عن توليه إدارة مسرح عنابة.

## كتبه
- annaba 25 siècles de vie quotidienne et de luttes (Deux parties) ـ (مدينة عنابة، 25 قرنا من الحياة اليومية)[4]

## وصلات خارجية
- يهود جزائريون….يختلفون عن اليهود